# Septième gouvernement de Nouvelle-Calédonie
Nouvelle-Calédonie
Gouvernement Martin I Gouvernement Gomès
Le septième gouvernement de la Nouvelle-Calédonie formé depuis l'Accord de Nouméa, dit aussi deuxième gouvernement Martin, a été élu le 21 août 2007 par le Congrès issu du scrutin provincial du 9 mai 2004, et à la suite de la démission de l'exécutif précédent le jour même de sa désignation le 6 août. Le même jour, à 17 heures, ses membres désignaient leur président (Harold Martin) et leur vice-présidente (Déwé Gorodey). Les 23 et 24 août 2007, les secteurs de compétence ont été répartis entre les différents membres du gouvernement. S'il a officiellement cessé de fonctionner à la suite des élections provinciales du 10 mai 2009, il a continué à gérer les affaires courantes jusqu'à l'élection de son successeur le 5 juin 2009. 

## Gouvernement précédent
Premier gouvernement Martin.

## Gouvernement suivant
Gouvernement Gomès.

## Candidatures et élection[1]

### Listes
Les candidats indiqués en gras sont ceux membres du Congrès, élus en 2004. Les deux listes sont identiques à celles présentées pour l'élection du précédent gouvernement 15 jours auparavant. 

### Résultats
|                | Liste                               | Votes | %     | Sièges au Gouvernement | Détail du vote |
| -------------- | ----------------------------------- | ----- | ----- | ---------------------- | --- |
|                | Rassemblement-UMP - Avenir ensemble | 35    | 66,04 | 7                      | 16 Avenir ensemble (sur 17), 13 Le Rassemblement-UMP, 4 FN, 2 RPC                                                                                               |
|                | FLNKS                               | 18    | 33,96 | 4                      | Les 9 du groupe UNI-FLNKS (7 Palika, 1 RDO, 1 UC Renouve'au), les 8 du groupe UC sur 8 (7 UC, 1 FDIL ex-FCCI), 1 LKS (Nidoïsh Naisseline)                       |
| Total          | Total                               | 53    | 100   | 11                     | - |
| Bulletin blanc | Bulletin blanc                      | 1     | 1,85  | -                      | Christiane Gambey de l'Avenir ensemble (et unique élue indépendantiste de ce parti) a refusé de soutenir l'alliance de son mouvement avec le Rassemblement-UMP. |

## Présidence et vice-présidence
- Président : Harold Martin
- Vice-présidente : Déwé Gorodey

## Composition

### Membres de l'Avenir ensemble
| Personnalité    | Secteurs de compétence                                                                                                 | Autres fonctions                    | Profession                                                                | Commune - Province        |
| --------------- | --- | ----------------------------------- | ------------------------------------------------------------------------- | ------------------------- |
| Harold Martin   | Président Mines - Fiscalité                                                                                            | Maire de Païta                      | Gérant d'organismes agricoles                                             | Païta, Province Sud       |
| Sylvie Robineau | Santé - Affaires sociales - Solidarité - Handicap                                                                      |                                     | conseillère d'orientation-psychologue Gérante d'organisme sociaux publics | Nouméa, Province Sud      |
| Éric Babin      | Agriculture - Pêche - Développement durable                                                                            | Conseiller municipal de Voh         | Éleveur                                                                   | Voh, Province Nord        |
| Pascal Vittori  | Budget - Finances Suivi de la Communication audiovisuelle Relations avec le Conseil économique et social et le Congrès | Conseiller municipal de Boulouparis | Fonctionnaire                                                             | Boulouparis, Province Sud |

### Membres duRassemblement-UMP
| Personnalité        | Secteurs de compétence | Autres fonctions        | Profession                                                             | Commune - Province     |
| ------------------- | --- | ----------------------- | ---------------------------------------------------------------------- | ---------------------- |
| Annie Beustes       | Économie - Travail - Fonction publique Commerce extérieur - Douanes Suivi des Questions monétaires - Crédit                               |                         | Administratrice de société                                             | Nouméa, Province Sud   |
| Jean-Claude Briault | Transport aérien international - Communications Suivi du Dialogue social Affaires relatives à la Francophonie Relations avec les Communes | Maire-adjoint de Nouméa | Fonctionnaire, journaliste                                             | Nouméa, Province Sud   |
| Maurice Ponga       | Jeunesse - Sports |                         | Instituteur Responsable pédagogique de l'enseignement privé protestant | Kouaoua, Province Nord |

### Membres de l'UNI-FLNKS-Palika
| Personnalité      | Secteurs de compétence                                                                                            | Autres fonctions | Profession                                      | Commune - Province         |
| ----------------- | --- | ---------------- | ----------------------------------------------- | -------------------------- |
| Déwé Gorodey      | Vice-présidente Culture - Condition féminine - Citoyenneté Affaires coutumières Relations avec le Sénat coutumier |                  | Enseignante, conteuse en langues kanak Écrivain | Ponérihouen, Province Nord |
| Charles Washetine | Enseignement Suivi des Questions relatives à la Recherche                                                         |                  | Enseignant, sociologue                          | Maré, Îles Loyauté         |

### Membres de l'Union calédonienne
| Personnalité    | Secteurs de compétence | Autres fonctions | Profession                                                                  | Commune - Province   |
| --------------- | --- | ---------------- | --------------------------------------------------------------------------- | -------------------- |
| Gérald Cortot   | Transports terrestres et maritimes - Énergie Sécurité routière - Infrastructures publiques Schéma d'Aménagement et de Développement de Nouvelle-Calédonie |                  | Professeur de l'enseignement professionnel                                  | Nouméa, Province Sud |
| Pierre Ngaiohni | Formation professionnelle - Transport aérien domestique                                                                                                   |                  | Professeur d'histoire-géographie Directeur d'établissement privé protestant | Maré, Îles Loyauté   |